# BEEP BEEP
《BEEP BEEP》은 2023년 11월 22일 발매된 제시카의 네 번째 EP이다. 2019년 발매된 〈잠들기 전 전화해〉 이후 약 4년 만의 복귀이다.
| 1 | 〈Better Later than Never〉                |
| 2 | 〈BEEP BEEP〉                              |
| 3 | 〈Get It? Got It? Good (feat. Amber Liu)〉 |
| 4 | 〈Best Summer〉                            |
| 5 | 〈Set Me Free〉                            |
| 6 | 〈BEEP BEEP (Korean version)〉             |

|  |